# Clarktown
Franklin Furnace – jednostka osadnicza w Stanach Zjednoczonych, w stanie Ohio, w hrabstwie Scioto.